# استودان شول
استودان شول مربوط به دوره ساسانیان است و در شهرستان مرودشت، بخش مرکزی، روستای شول واقع شده و این اثر در تاریخ ۲۲ مرداد ۱۳۸۴ با شمارهٔ ثبت ۱۳۳۳۱ به‌عنوان یکی از آثار ملی ایران به ثبت رسیده است.